# Paul Brauckmann
Paul ("Paulus") Brauckmann (Venlo, 16 juni 1946) is een voormalig Nederlands hockeyer.

## Vroege jaren
De hockeycarrière van Brauckmann begint op 9-jarige leeftijd bij de Venlose Hockeyclub. In de vroege jaren staat hij linksachter en later verhuist hij naar links midden.

## Belangrijkste prestaties
- Landskampioen in 1967[1]
- 2e op landskampioenschap 1969[1]

Op de Olympische Zomerspelen 1972 in München behaalden de Nederlands hockeymannen de 4de plek in de eindrangschikking.. Samen met André Bolhuis, Jan Willem Buij, Marinus Dijkerman, Thijs Kaanders, Coen Kranenberg, Ties Kruize, Wouter Leefers, Flip van Lidth de Jeude, Paul Litjens, Irving van Nes, Maarten Sikking, Frans Spits, Nico Spits, Bart Taminiau, Kik Thole, Piet Weemers en Jeroen Zweerts.